# Gorzekały
Gorzekały (deutsch Gorzekallen, 1938 bis 1945 Gortzen) ist ein kleiner Ort in der polnischen Woiwodschaft Ermland-Masuren und gehört zur Gmina Orzysz (Stadt- und Landgemeinde Arys) im Powiat Piski (Kreis Johannisburg).

## Geographische Lage
Gorzekały liegt in der östlichen Woiwodschaft Ermland-Masuren, 23 Kilometer südwestlich der einstigen Kreisstadt Lyck (polnisch Ełk) und 19 Kilometer nordöstlich der heutigen Kreismetropole Pisz (deutsch Johannisburg).

## Geschichte
Das Gründungsjahr des nach 1818 Gorczekallen, nach 1871 Gorszekallen und bis 1938 Gorzekallen genannten Dorfes ist das Jahr 1542. 1874 wurde der Ort, dessen Schule ein Kilometer südöstlich lag, in den Amtsbezirk Kempnio, den späteren „Amtsbezirk Grondowken“ eingegliedert. Er bestand bis 1945 und gehörte zum Kreis Lyck im Regierungsbezirk Gumbinnen (ab 1905: Regierungsbezirk Allenstein) in der preußischen Provinz Ostpreußen.
109 Einwohner waren 1910 in Gorzekallen registriert, 1933 waren es bereits 156.
Aufgrund der Bestimmungen des Versailler Vertrags stimmte die Bevölkerung im Abstimmungsgebiet Allenstein, zu dem Gorzekallen gehörte, am 11. Juli 1920 über die weitere staatliche Zugehörigkeit zu Ostpreußen (und damit zu Deutschland) oder den Anschluss an Polen ab. In Gorzekallen stimmten 60 Einwohner für den Verbleib bei Ostpreußen, auf Polen entfielen keine Stimmen.
Am 3. Juni (amtlich bestätigt am 16. Juli) 1938 wurde Gorzekallen aus politisch-ideologischen Gründen der Abwehr fremdländisch klingender Ortsnamen in „Gortzen“ umbenannt. Die Einwohnerzahl belief sich im Jahre 1939 auf 161.
Als in Kriegsfolge 1945 das gesamte südliche Ostpreußen an Polen überstellt wurde, gehörte Gorzekallen alias Gortzen auch dazu. Der Ort erhielt die polnische Namensform „Gorzekały“. Heute ist er in die Stadt- und Landgemeinde Orzysz (Arys) im Powiat Piski (Kreis Johannisburg) einbezogen, bis 1998 der Woiwodschaft Suwałki, seither der Woiwodschaft Ermland-Masuren zugehörig.

## Religionen
Bis 1945 war Gorzekallen in die evangelische Kirche Klaussen in der Kirchenprovinz Ostpreußen der Kirche der Altpreußischen Union sowie in die römisch-katholische Kirche in Lyck (Ełk) im Bistum Ermland eingepfarrt.
Heute gehört Gorzekały zur katholischen Pfarrei Klusy im Bistum Ełk der Römisch-katholischen Kirche in Polen. Die evangelischen Einwohner halten sich zur Kirchengemeinde in der Stadt Ełk, einer Filialgemeinde der Pfarrei Pisz (deutsch Johannisburg) in der Diözese Masuren der Evangelisch-Augsburgischen Kirche in Polen.

## Verkehr
Gorzekały liegt an der Nebenstraße 1867N, die mitten durch ein militärisches Sperrgebiet führt und die Stadt Orzysz (Arys) mit der Woiwodschaftsstraße 667 bei Drygały (Drygallen, 1938 bis 1945 Drigelsdorf) verbindet. Eine Bahnanbindung besteht nicht.